# Niederhofstraße (metropolitana di Vienna)
Niederhofstraße è una stazione della linea U6 della metropolitana di Vienna situata nel 12º distretto.

## Descrizione
La stazione, inaugurata il 7 ottobre 1989, è situata longitudinalmente sotto Vivenotgasse tra Niederhofstraße e Reschgasse. 
La stazione è stata progettata da Kurt Schlauß e riprende il colore ocra-marrone distintivo della linea U6 e si sviluppa in sotterranea su due livelli. L'accesso ai treni avviene al livello inferiore; gli ascensori e le scale conducono al livello superiore, dal quale i binari sono visibili attraverso una galleria. 
Attorno ai pilastri di sostegno sono state installate panchine rotonde, una caratteristica unica nelle stazioni della metropolitana viennese. Le piastrelle del pavimento richiamano il "design Otto Wagner" della sezione centrale della maggior parte delle stazioni U6 tra Nußdorfer Straße e Längenfeldgasse.
La stazione è prossima alla zona pedonale di Meidlinger Hauptstraße.

## Ingressi
- Niederhofstraße
- Reschgasse